# Hygrophorus eburneus
Hygrophorus eburneus (Bull.) Fr., Epicrisis systematis mycologici (Uppsala): 321 (1838)

## Descrizione della specie
Cappello
Convesso, poi appianato, bianco, viscido, con la parte centrale crema o appena giallina; margine involuto, 3-8 cm di diametro.
Lamelle
Bianche, decorrenti, venate alla base.
Gambo
Bianco e vischioso, non sempre regolare, rivestito di granulosità verso l'apice.
Carne
Sottile e fragile, di colore bianco, immutabile.
- Odore: forte, di "rapa".
- Sapore: intenso, rafanoide dolciastro, gradevole. Leggermente acre negli esemplari troppo vecchi.

Spore
Bianche in massa, ellittiche.

## Habitat
Cresce in autunno, nei boschi umidi di latifoglie, su terreni muscosi oppure nei prati.

## Commestibilità
Mediocre per via dell'esiguità della carne ed il sapore non molto buono degli esemplari più anziani.

Consumare solo esemplari giovani.

## Etimologia
Dal latino eburneus, bianco avorio, per il suo colore.

## Nomi comuni
- Moccichino (bassa Valdelsa)

## Sinonimi e binomi obsoleti
- Agaricus eburneus Bull., Herbier de la France 3: tab. 118 (1783) [1782-83]
- Gymnopus eburneus (Bull.) Gray, A Natural Arrangement of British Plants (London) 1: 610 (1821)
- Hygrophorus cossus sensu auct.; fide Checklist of Basidiomycota of Great Britain and Ireland (2005)
- Limacium eburneum (Bull.) P. Kumm., Führer Pilzk. (1871)